# Arcipelago delle Bahama
L'Arcipelago delle Bahama, o Isole Lucaie, dal nome dei primi abitanti della zona, è un gruppo di isole situate nell'Oceano Atlantico settentrionale. Politicamente è diviso tra il Commonwealth delle Bahamas e il territorio d'oltremare britannico di Turks e Caicos. L'arcipelago si trova a nord di Cuba e a sud-est della penisola della Florida.
Nonostante si trovino nell'Oceano Atlantico, e non nel Mar dei Caraibi, l'arcipelago e gli stati che lo compongono vengono di solito inclusi nella macroregione dei Caraibi, come per esempio nella definizione dell'ONU, mentre sono solo a volte compresi nella definizione di Antille o di America centrale.
William Keegan scrive che: "Considerazioni politiche moderne a parte, le isole formano un unico arcipelago con radici geologiche, ecologiche e culturali comuni".
Nel 2010 i leader dei due stati che compongono l'arcipelago discussero la possibilità di formare una federazione.